# キーウエスト条約
キーウエスト協定 (キーウエストきょうてい, Key West Agreement)とは、アメリカ合衆国初代国防長官ジェームズ・フォレスタルが起草した政策文書「軍隊と統合参謀本部の機能」(Functions of the Armed Forces and the Joint Chiefs of Staff.)の通称である。
フォレスタル長官は、第二次世界大戦を経て著しく発展した航空資産について、各軍における基本的な役割と任務を決定し、どの部門がどの資産を管理するかを決めるべき時期になったとして、陸軍、海軍、そして新たに創設された空軍の間での航空資産の分割についての概要を定めた。これは現在の米軍における航空資産の分割の基礎となっているものである。
1948年3月11日から14日にかけてフロリダ州キーウェストで開催された米軍参謀総長会議で基本的な内容が合意され、その後、ワシントンD.C.での会議を経て最終的に決定された。ハリー・S・トルーマン大統領は1948年4月21日にこの合意を承認し、1954年にドワイト・D・アイゼンハワー政権によって改訂された。

## 背景

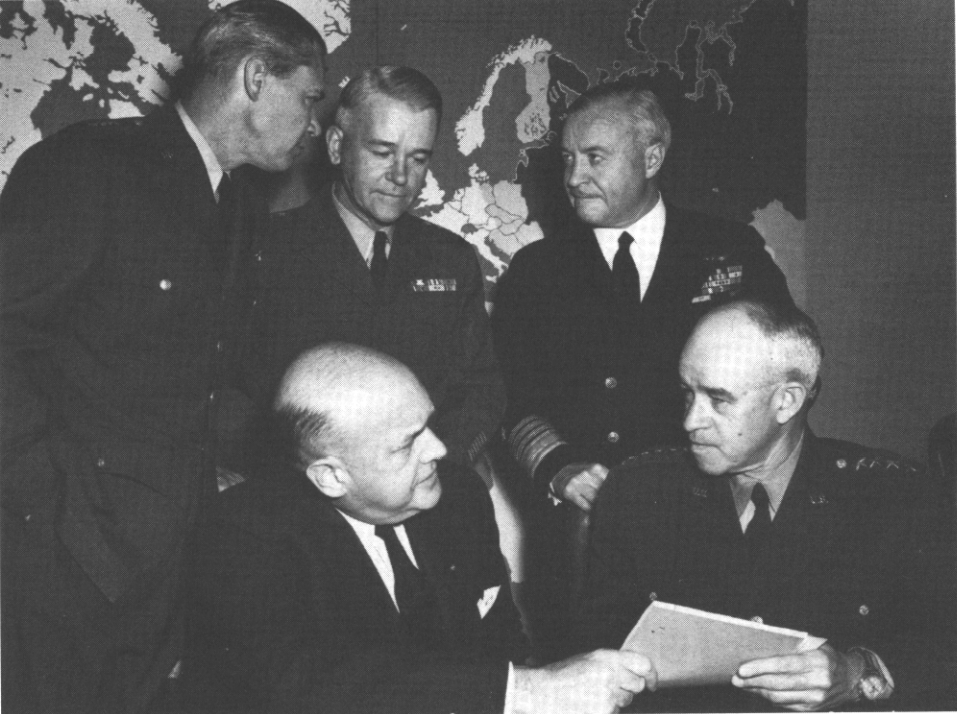
統合参謀本部議長がマスコミに あい

## 内容
統合参謀本部での話し合いで、海軍及び海兵隊が独立した海軍航空部隊を維持（大型空母と海軍機で輸送可能な核爆弾が含まれる）すること、逆に海軍は独自に戦略的な航空資産の開発をしないことを条件に基本的な合意に達したという。それには海軍が全面的な航空作戦に参加する権利と必要性を認めており、内陸部の敵目標、例えば敵機が艦隊を攻撃するために発進する可能性のある飛行場などを攻撃する事を想定している。
結果、海軍は「海軍作戦の目標達成に必要な航空作戦を行うため」に独自の戦闘航空部隊を保持することが認められ、陸軍は偵察や医療搬送のための航空資産を保持することが認められる内容となった。
空軍はそれ以外の戦術的・物流的機能を有する航空資産を配下に置き、また、すべての戦略的航空資産をコントロールすることになった。これにより、空軍が陸軍に対して提供する近接航空支援（CAS）は、空軍の主要な任務の一つとなった。

## 経過

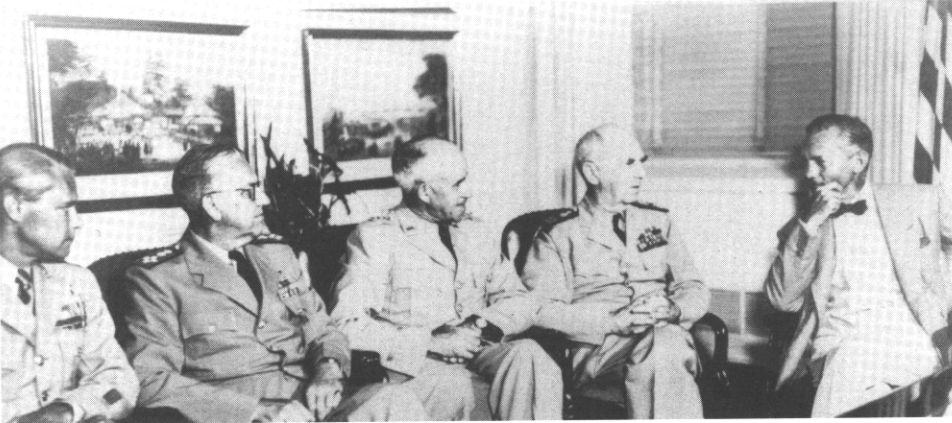
国防長官ジェームズ・V・フォレスタル、統合参謀本部との会談、1948年